# Algieria Francuska

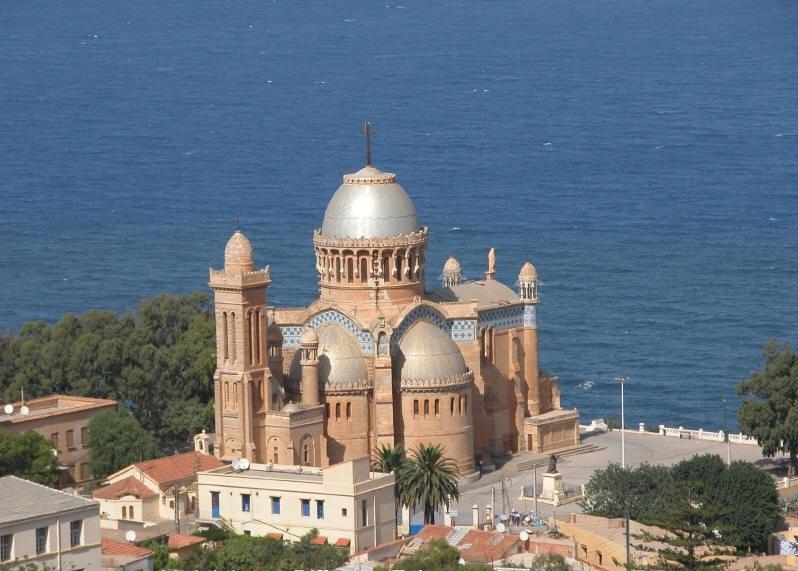
Wybudowana przez francuskich osadników Bazylika Matki Boskiej Afrykańskiej

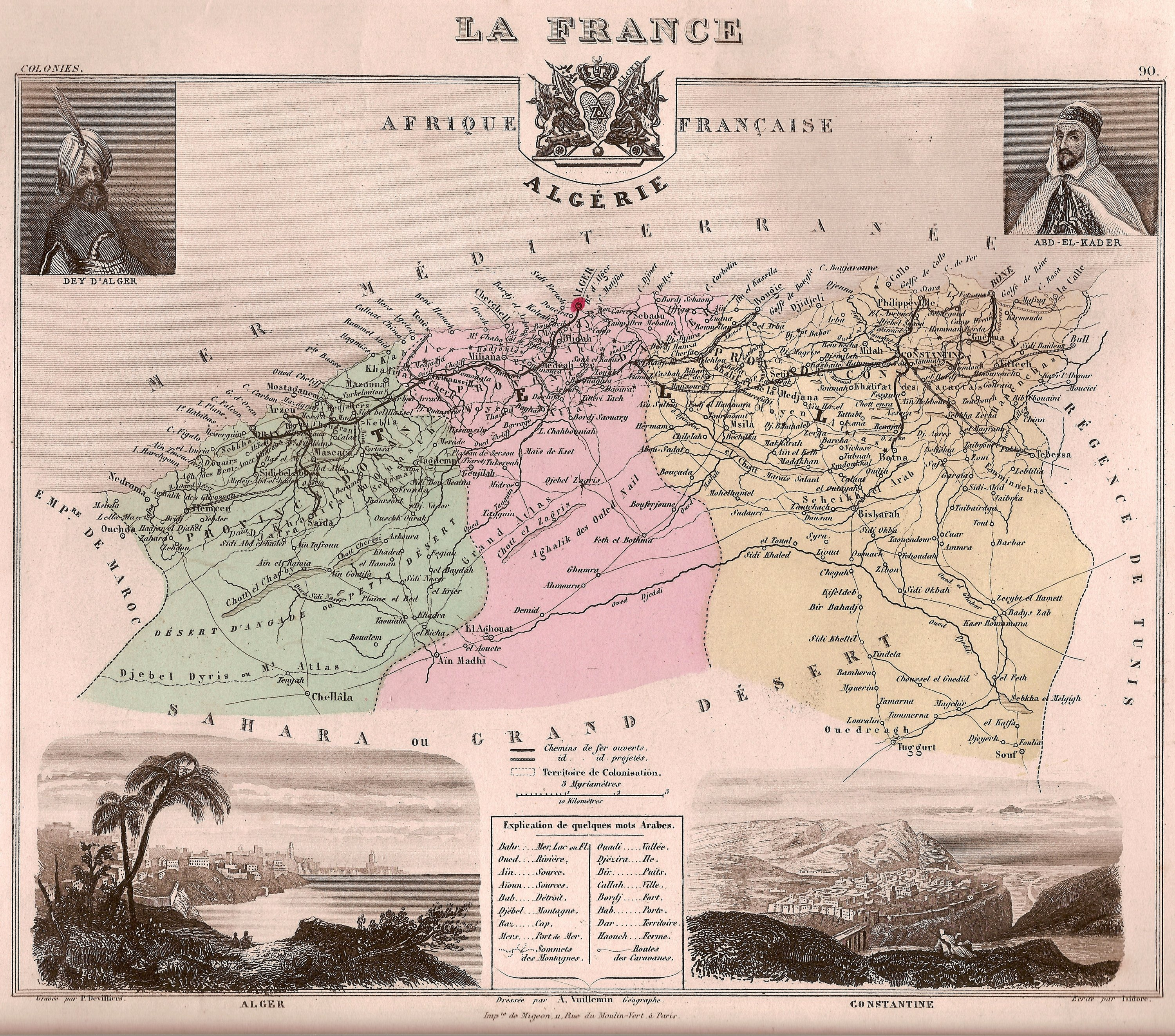
Algieria Francuska w 1877

Algieria Francuska (fr. Algérie française, arab. ‏‏‏الجزائر المستعمرة‎ trb. ‏al-Dżzair al-Mst`mra trl. ‏āl-ǧzā’īr āl-mst`mrť‎) – tereny na północy kontynentu afrykańskiego i południu basenu Morza Śródziemnego, które w 1830 roku zostały podbite przez Francję i następnie stopniowo kolonizowane przez jej osadników. W latach 1830–1834 były okupowane wojskowo, w latach 1834–1848 miały status kolonii francuskiej, a od 1848 do końca swego istnienia były de iure integralną części Francji, choć de facto były wówczas jedynie terytorium zależnym. Algieria Francuska przestała istnieć w 1962 r. wraz z odzyskaniem przez Algierię niepodległości.

## Historia
W 1830 Francja najechała i krwawo podbiła Algierię, pretekstem do inwazji był incydent dyplomatyczny gdy władca Algierii Hussein Dej spoliczkował francuskiego dyplomatę żądając od Francuzów spłaty 31-letniego długu zaciągniętego w 1799 roku, który Francja wzięła na pokrycie wyprawy Napoleona do Egiptu. Według różnych szacunków podczas francuskiej okupacji zginęło nawet do 5 milionów Algierczyków. W 1848 roku Algieria została de iure włączona do Francji i pozostawała jej częścią aż do 1962 roku (de facto stanowiła terytorium zależne z osobnymi władzami i prawodawstwem), kiedy to w wyniku wojny algierskiej ostatecznie przyznano Algierii niepodległość. 
Status Algierii był wielokrotnie zmieniany. Po początkowej okupacji wojskowej, w 1834 roku nadano jej status kolonii. W 1848 roku Konstytucja II Republiki uznała Algierię za integralną część terytorium francuskiego. Choć od tego czasu formalnie stanowiła integralną część Francji, faktycznie nadal była kolonią, w której tylko część praw metropolii była wprowadzana, znaczna część prawodawstwa była zaś uchwalana osobno dla Algierii (początkowo jedynym „francuskim” prawem Algierii było prawo wyboru deputowanych do parlamentu francuskiego, co obecnie posiada każde francuskie terytorium zależne). Algieria, podzielona na departamenty, miała wspólnego gubernatora generalnego, mianowanego przez Paryż i mającego reprezentować interesy Francji, a do 1898 roku obieralne zgromadzenie kolonialne. W 1900 roku Algieria otrzymała osobną od Francji osobowość prawną i osobny budżet. Znaczna część prawodawstwa algierskiego dyskryminowała ludność autochtoniczną (m.in. ograniczano prawo własności, utrudniano otrzymanie obywatelstwa francuskiego, zakazywano wyjazdów do Francji).
W czasie II wojny światowej stacjonujące w Algierii wojska francuskie zdeklarowały posłuszeństwo rządowi Vichy. W listopadzie 1942 na algierskim wybrzeżu miała miejsce amerykańsko-brytyjska operacja desantowa pod kryptonimem operacja Torch. Po krótkotrwałych walkach wojska francuskie poddały się, a terytorium Algierii znalazło się pod okupacją aliancką. Po wojnie Algierię oddano znów pod kontrolę francuską.

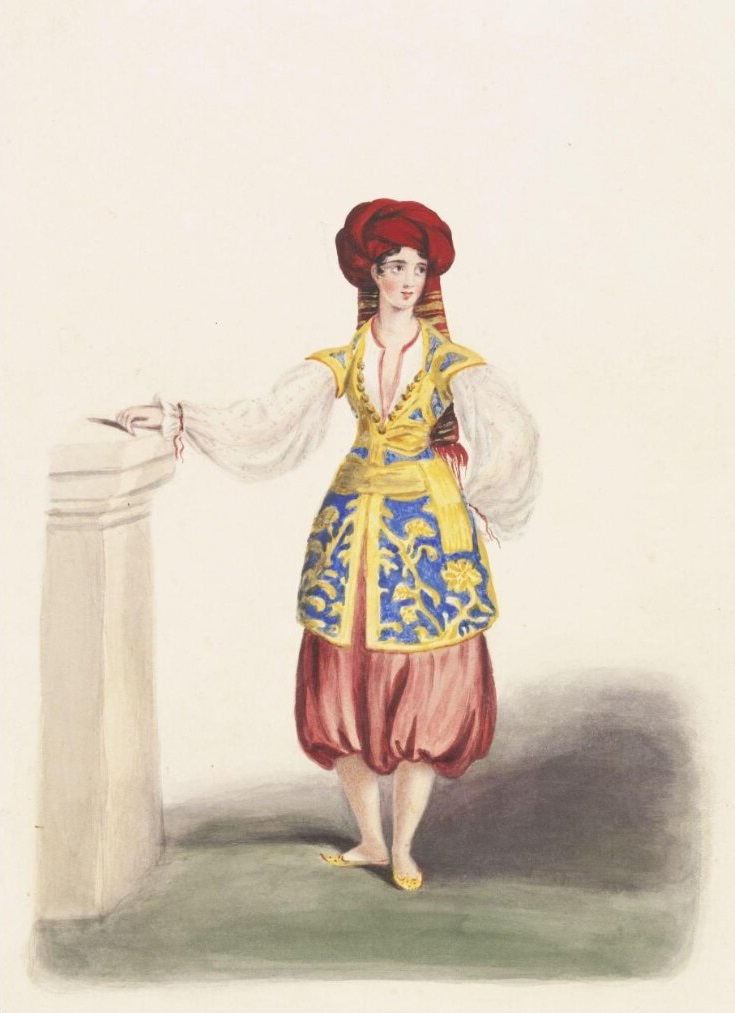
Hussein Dej ostatni władca Algierii sprzed francuskiej okupacji

W 1962 roku Algieria ogłosiła niepodległość.

## Demografia
| Rok  | Populacja  |
| ---- | ---------- |
| 1830 | 1,5 mln    |
| 1900 | 4,675 mln  |
| 1910 | 5,495 mln  |
| 1940 | 7,614 mln  |
| 1960 | 10,853 mln |
| 1962 | 10,920 mln |

     0–2%
     2–5%
     5–10%
     10–30%
     +30%

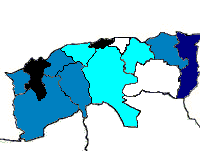
Ludność niemuzułmańska na północy Algierii w 1954 r.:
0–2%
2–5%
5–10%
10–30%
+30%

Na skutek długotrwałej, wynoszącej 132 lata przynależności do Francji, Algieria nie była traktowana przez społeczeństwo francuskie jak kolonia, tylko jak integralna, zamorska część kraju. Wpływ też miało na to osadnictwo Francuzów oraz innych białych Europejczyków nieporównywalne z innymi koloniami Francji. Według danych z 1958 roku na ok. 10 mln mieszkańców Algierii było:
- 9 mln 100 tys. rdzennych Algierczyków (tj. 91% całej populacji)
- 900 tys. Europejczyków (9% populacji, w tym zaledwie 40% to Francuzi, reszta to Hiszpanie, Portugalczycy, Włosi itd.)

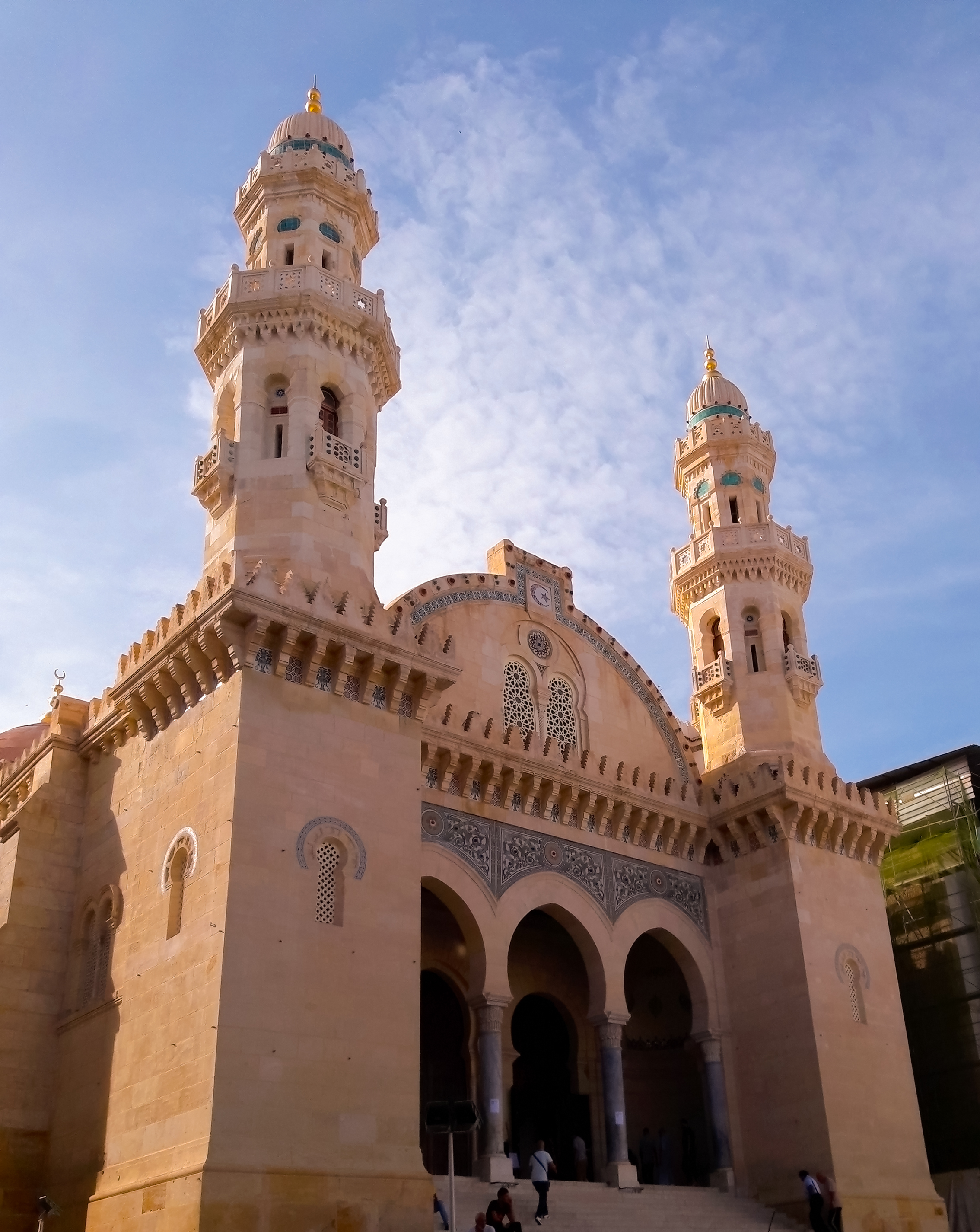
Ketchaoua Mosque w Algierze, przerobiony przez francuskich okupantów na kościół

Natomiast podział religijny w roku 1954 w stosunku do populacji wynoszącej ok. 9,5 mln wyglądał następująco:
- Muzułmanie – 86,7%
- Katolicy – 11,5%
- Inni (bezwyznaniowcy, ateiści itd.) – 1,8%

Dane zaprezentowane powyżej odnoszą się do całego terytorium dzisiejszej Algierii, podzielonej w omawianym czasie na Algierię (210 tys. km² i ok. 8,7 mln ludności) i Saharę (1 mln 981 tys. km² i ok. 812 tys. mieszkańców).